# محمد رضا خان زاده
محمد رضا خان زاده مواليد 20 يناير 1992 في طهران، هو لاعب كرة قدم إيراني يلعب كمدافع. مثّل منتخب إيران لكرة القدم.

## روابط خارجية
- محمد رضا خان زاده على موقع قاعدة بيانات كرة القدم.إي يو (الإنجليزية)
- محمد رضا خان زاده على موقع ناشيونال فوتبول تيمز (الإنجليزية)
- محمد رضا خان زاده على موقع Soccerbase.com (لاعب) (الإنجليزية)
- محمد رضا خان زاده على موقع Soccerway.com (الإنجليزية)
- محمد رضا خان زاده على موقع AS.com (الإسبانية)